# یوگای خنده

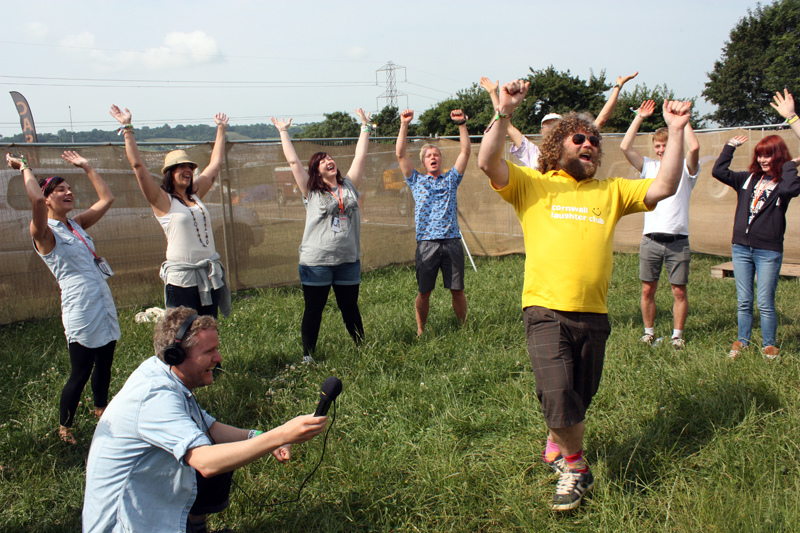
یوگای خنده در بریتانیا

یوگای خنده (انگلیسی: Laughter yoga) یا هاسیایوگا عملیست شامل خنده ممتد داوطلبانه. یوگای خنده بر اساس این باور است که خندهٔ داوطلبانه همان منفعت‌های بدنی و روانی خندهٔ آنی را به همراه می‌آورد. یوگای خنده گروهی، با تماس چشمی جوک و بازیگوشی بین شرکت کنندگان انجام می‌شود. در دهه ۱۹۹۰ یوگای خنده در پارک‌ها در صبح زود در گروه‌های افراد مسن انجام می‌شد.